# (6351) Neumann
(6351) Neumann est un astéroïde de la ceinture principale.

## Description
(6351) Neumann est un astéroïde de la ceinture principale. Il fut découvert le 26 mars 1971 à l'observatoire Palomar par Cornelis Johannes van Houten, Ingrid van Houten-Groeneveld et Tom Gehrels. Il présente une orbite caractérisée par un demi-grand axe de 3,25 UA, une excentricité de 0,01 et une inclinaison de 8,1° par rapport à l'écliptique.

## Compléments